# The Contract (chanson)
Pour les articles homonymes, voir The Contract.
Singles de Twenty One Pilots
The Craving (single version)
(2024)
The Contract est une chanson de pop-rock alternatif écrite et enregistrée par le duo américain Twenty One Pilots, publiée le 12 juin 2025 au label Fueled by Ramen.
Le morceau est le premier single à sortir pour l'album Breach, dont la sortie est annoncée pour septembre 2025, et paraît moins d'un mois après la fin de la tournée de leur précédent album, Clancy.

## Enregistrement et clip vidéo
Cette chanson est accompagné d'un clip vidéo, qui complète la fin de celui de Paladin Strait, dernier morceau de l'album précédent, Clancy.
Le vidéoclip de The Contract a été dirigé par Frédéric De Pontcharra, tourné le lendemain du dernier concert à Londres du groupe, et produit par une société nommée Wanda. Paul Meany, collaborateur de longue date du groupe depuis leur album Trench, est producteur du titre avec Tyler Joseph.